# Comté de Pulaski (Kentucky)
Pour les articles homonymes, voir Comté de Pulaski.
Le comté de Pulaski est un comté de l'État du Kentucky, aux États-Unis, dont le siège est situé à Somerset.

## Histoire
Fondé en 1798, le comté a été nommé d'après Casimir Pulaski.